# East Palo Alto
East Palo Alto – miasto w Stanach Zjednoczonych, w stanie Kalifornia, w hrabstwie San Mateo.